# Interruptor DIP

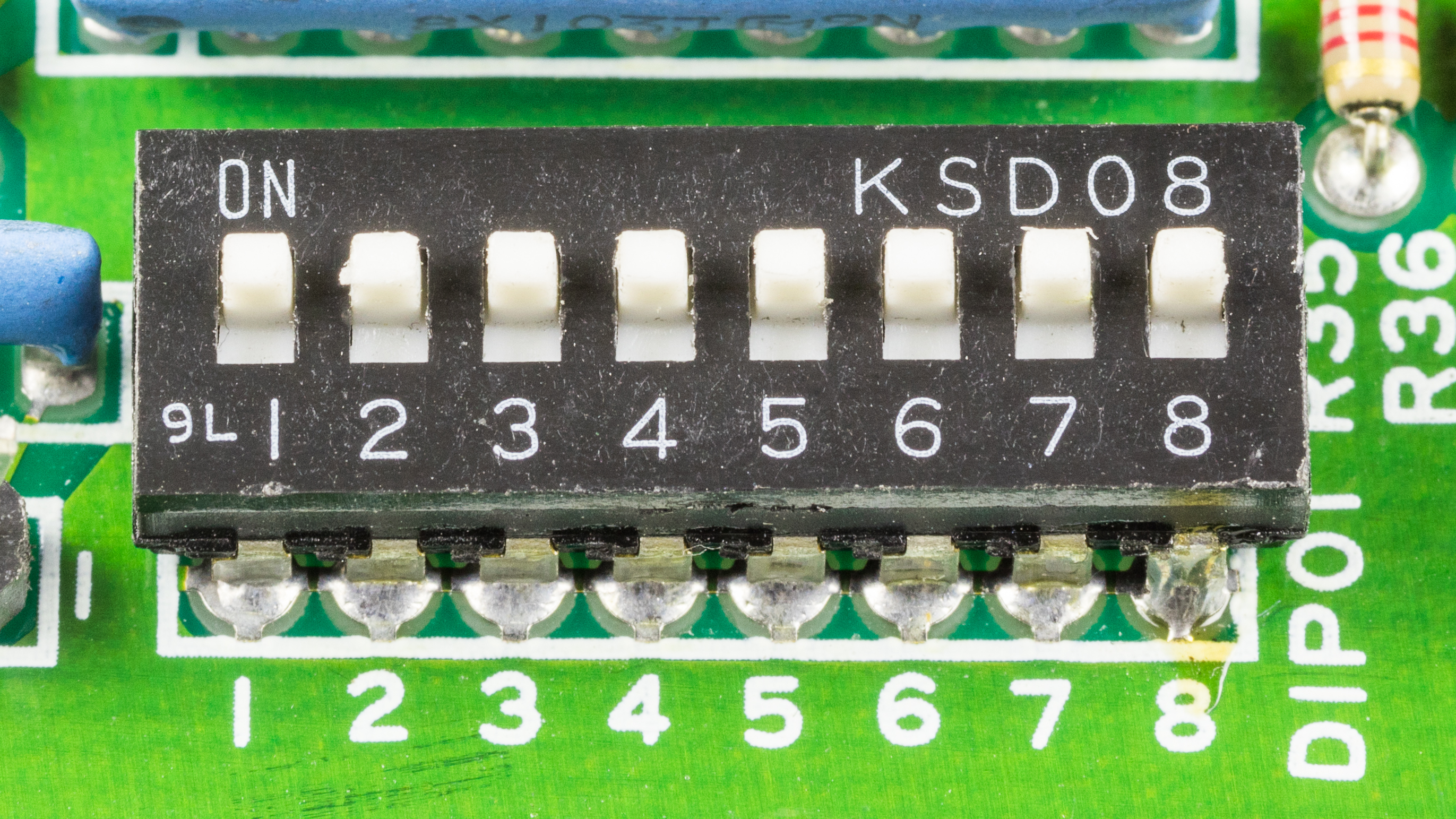
Conjunt de interruptors DIP tipus lliscant

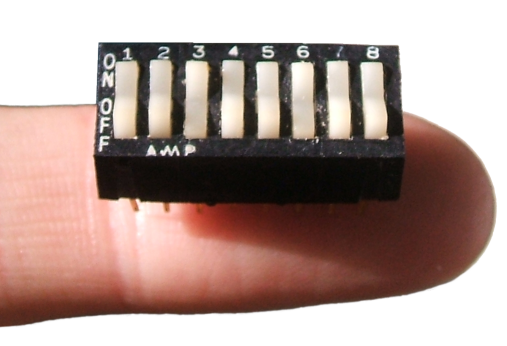
Conjunt de interruptors DIP tipus tecla

Un  DIP  és un conjunt d'interruptors elèctric (un al costat de l'altre) és que es presenta en un format encapsulat (en el que s'anomena Dual In-line Package), la totalitat del paquet d'interruptors es pot identificar com interruptor DIP en singular.

## Característiques
Aquest tipus d'interruptor es dissenya per a ser utilitzat en una placa de circuit imprès juntament amb altres components electrònics i s'utilitza normalment per modificar/personalitzar el comportament del maquinari d'un dispositiu electrònic en certes situacions específiques. Van ser utilitzats considerablement en les targetes velles ISA (Acrònim de  Industry Standard Architecture ). A informàtica la denominació del disseny de bus de l'equip PC/XT d'IBM, que permet afegir diversos adaptadors addicionals de manera que les targetes que es connectaven als sòcols d'expansió d'un PC, per seleccionar l'adressa d'I/O i el número de l'IRQs, una petició d'interrupció (IRQ és un senyal rebut pel processador d'un ordinador, indicant que ha de "interrompre" el curs d'execució actual i passar a executar codi específic per tractar aquesta situació).
Els interruptors DIP són una alternativa als jumper. El seu avantatge principal és que són més ràpids i fàcils de configurar i canviar i no hi ha peces soltes a perdre. Es poden considerar com a conjunt d'interruptors minúsculs per a ser inserits en circuits impresos. L'encapsulat per als interruptors és el DIP on la separació estàndard entre potes és d'una desena de polzada.

## Usos
Els interruptors DIP permeten a l'usuari configurar un circuit imprès per a un tipus particular d'ordinador o per a ús específic. Les instruccions d'instal·lació han de dir perfectament com fixar els interruptors del DIP. Els interruptors DIP són sempre interruptors de tipus palanca, que tenen dues posicions possibles "ON" o "OFF". (en lloc de ser per intervals, i generalment es pot veure els números 1 i 0.)
Un dels avantatges històriques del McIntosh sobre el PC és que permetia configurar els circuits incorporant ordres del programari en comptes de fixar els interruptors DIP. No obstant això, els nous estàndards plug and play van fer que els interruptors DIP es convertissin en alguns sistemes de Microsoft en quelcom obsolet.